# Barbula integrifolia
Barbula integrifolia är en bladmossart som beskrevs av Robert Zander 1972. Barbula integrifolia ingår i släktet neonmossor, och familjen Pottiaceae. Inga underarter finns listade i Catalogue of Life.